# Webmaster
Een webmaster, ook webbeheerder of webmeester genoemd, is de beheerder van een website. Hij of zij maakt de pagina's van een site en onderhoudt ze. Een webmaster is verantwoordelijk voor de oplossing van technische problemen van de site en vaak ook voor de inhoud ervan. Een webmaster heeft doorgaans kennis van HTML en CSS. De term 'webmaster' werd geïntroduceerd in het document Style Guide for online hypertext, van Tim Berners-Lee.

## Varia
- Een webmaster wordt nogal eens verward met de gelijkklinkende functie van webmanager die een andere taak heeft.